# قسم غزين الريفي (هفتغل)
قسم غزين الريفي (بالفارسية: دهستان گزین) هي قسم تقع في إيران في محافظة خوزستان. يقدر عدد سكانها بـ 5,352 نسمة .